# Evil Ways
Evil Ways è un singolo del gruppo musicale rock latino Santana, pubblicato come secondo estratto dall'album di debutto della band Santana (1969).

## Descrizione
In origine questa composizione era stata incisa da Willie Bobo, che la incluse nel suo album Bobo Motion del 1967. Fu poi il produttore e manager della band Bill Graham a convincere i Santana a realizzarne una cover per ottenere un maggiore impatto di vendite. Sempre nel 1969, anche i The Village Callers eseguirono una versione del brano, che tuttavia non ebbe alcun successo.
Musicalmente parlando, la parte centrale del brano include un intervento solista dell'organo Hammond ad opera di Gregg Rolie, ed una celebre sezione di 90 secondi di assolo di chitarra elettrica, eseguita dal leader della band Carlos Santana.
Per quanto riguarda il testo, la canzone parla di una ragazza vendicativa, che si diverte ad ingelosire il proprio fidanzato uscendo con un suo amico.

## Live
Il singolo consacrò ufficialmente i Santana quando questi ultimi lo eseguirono per la prima volta durante l'epocale Festival di Woodstock, nell'agosto 1969. Da allora, la canzone rimase sempre nel repertorio di ogni concerto successivo dei Santana.

## Successo commerciale
Pubblicato come singolo alla fine di dicembre 1969, diventò presto il primo singolo del gruppo statunitense-messicano ad entrare nella top 10 negli Stati Uniti, raggiungendo la nona posizione della Billboard Hot 100. La canzone si posizionò inoltre al 19º posto nella classifica, sempre Billboard, Hot Adult Contemporary Tracks.

## Altri utilizzi
Di Evil Ways nel tempo sono stati eseguiti numerosi campionamenti e cover.
Già nel 1970 Jackie Mittoo campionò il ritornello del brano per la sua Totally Together.
Nel 1976 il grande sassofonista jazz Stanley Turrentine registrò una versione smooth jazz della canzone dei Santana nel suo album The Man with the Sad Face.
Nel 1989 il Mellow Man Ace, il primo rapper latinoamericano ad entrare nella Billboard Hot 100, ha campionato la melodia del brano dei Santana per la sua canzone Mentirosa.
Nel 1999 Ursula 1000 ha eseguito un campionamento del riff di Evil Ways per il suo brano Funky Bikini.
Infine, nel 2012 Griz ha campionato la canzone per il suo brano You Got to Change.

## Nella cultura di massa
La canzone è stata successivamente inserita nella colonna sonora del film del 2001 Fast and Furious.
Il brano appare inoltre nella colonna sonora del film A casa per le vacanze (1996), ma in una versione eseguita dal gruppo alternative rock Rusted Root.